# LeftRightLeftRightLeft
| 전문가 평가 | 전문가 평가 |
| 평가 점수   | 평가 점수   |
| 출처        | 점수        |
| ----------- | ----------- |
| 피치포크    | (6.8/10)    |

《LeftRightLeftRightLeft》는 2009년 5월 15일에 발매된 영국의 얼터너티브 록 밴드 콜드플레이의 라이브 음반이다. 이 음반은 Viva la Vida Tour의 나머지 모든 콘서트에서 무료로 제공되었고 밴드의 공식 웹사이트에서 무료로 다운로드 받을 수 있었다. 하지만 이 음반은 《Coldplay Live 2012》가 발매되기 전에 밴드의 웹사이트에서 뽑혔다. 6일 만에 음반이 350만 번 다운로드되었다.
크리스 마틴은 한정판 발매에 대해 "라이브이지만, 진짜 음반이 되어야 합니다. 우리의 캐논의 일부죠. 알다시피, 선물용 움직임일 뿐만 아니라, 음악적인 움직임이기도 합니다. 지금 우리가 말하는 소리가 바로 이런 것이라는 뜻이에요."
무료 음반의 목적은 팬들에게 감사를 표하기 위한 것이었다. 이 밴드는 "라이브 연주는 우리가 사랑하는 것"이라며 "우리 팬들에게 감사하다"고 말했다.
음반에 사용된 소재는 "101개소에 녹음"되었다. 콜드플레이의 "사운드 맨 댄 [그린]은 필과 함께 그가 가장 좋다고 생각하는 [트랙]을 골랐다."

## 곡 목록
모든 곡들은 가이 베리먼, 조니 버클랜드, 윌 챔피언, 크리스 마틴에 의해 작사/작곡하였다.
| #  | 제목                                           | 재생 시간 |
| -- | ---------------------------------------------- | --------- |
| 1. | 〈Glass of Water〉                             | 4:44      |
| 2. | 〈42〉                                         | 4:52      |
| 3. | 〈Clocks〉                                     | 4:40      |
| 4. | 〈Strawberry Swing〉                           | 4:16      |
| 5. | 〈The Hardest Part / Postcards from Far Away〉 | 4:15      |
| 6. | 〈Viva la Vida〉                               | 5:24      |
| 7. | 〈Death Will Never Conquer〉                   | 1:39      |
| 8. | 〈Fix You〉                                    | 5:38      |
| 9. | 〈Death and All His Friends〉                  | 4:24      |